# 共青团水库 (德惠)
共青团水库是中国吉林省长春市德惠市境内的一座水库，位于沐石河支流朝阳河上，建于1958年。水库正常库容为495万立方米，集雨面积为50平方千米，海拔为168米。